# Aria compressa

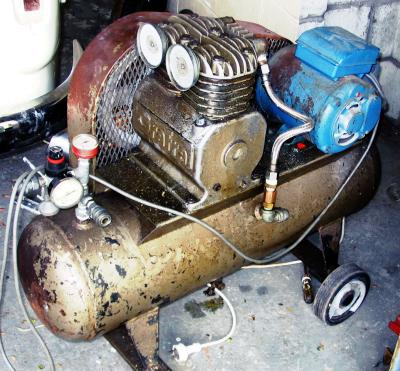
Compressore trasportabile

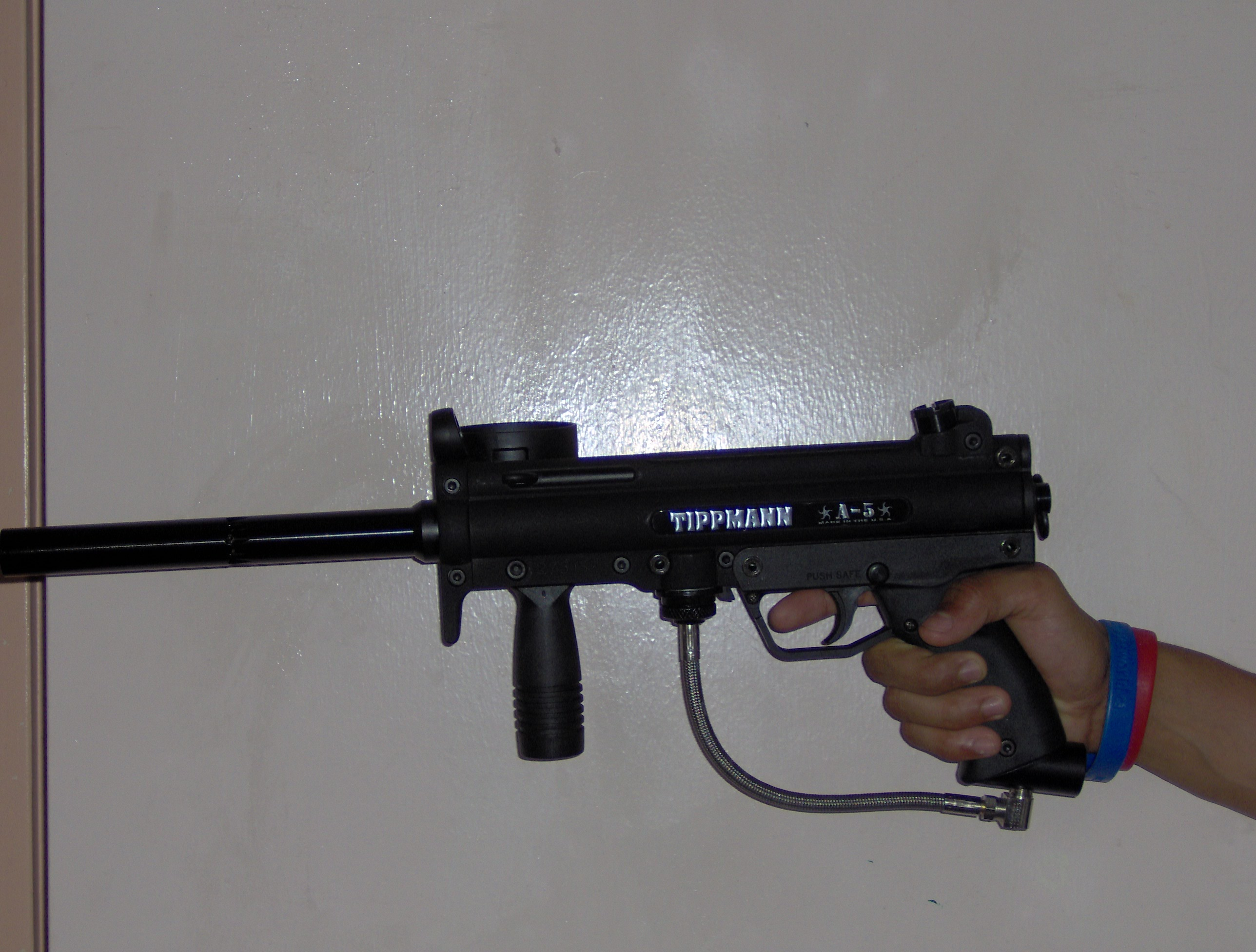
Pistola pneumatica semiautomatica

L'aria compressa è aria atmosferica compressa, cioè ridotta di volume con un compressore alternativo o con una pompa e immagazzinata in un serbatoio, o generalmente bombole resistenti alla pressione, oppure utilizzata subito.
Per l'hobbystica sono disponibili piccoli compressori trasportabili e bombolette spray. Nel caso di impianti frenanti come quelli dei mezzi pesanti, camion o autobus, l'aria compressa viene generata da compressori azionati dal motore del mezzo.
Ha utilità in molteplici settori principalmente in quello industriale, dei trasporti, in hobbistica, in quello della subacquea e della medicina subacquea dove in questo caso deve essere resa respirabile, grazie a compressori specifici molto sofisticati. Nell'uso più comune serve per azionare utensili pneumatici e per soffiare, gonfiare, ripulire da polvere o limatura metallica.

## Funzionamento
Dal serbatoio si distribuisce con tubature di plastica o metallo (di solito rame) verso i regolatori di pressione e i rubinetti a valvola a sfera dai quali si preleva con tubazioni flessibili per gli usi più disparati. Presso il serbatoio e i rubinetti di distribuzione è comune trovare manometri per il controllo della pressione e valvole di sicurezza. Eventuali nebulizzatori d'olio lubrificano i meccanismi degli utensili grazie al trasporto di minute goccioline attraverso l'aria.
Talvolta è deumidificata all'uscita del serbatoio di accumulo con un deumidificatore o meglio essiccatore installato all'uscita appunto del serbatoio per scongiurare la condensa, che può causare ruggine e danni ai servomeccanismi come ad esempio elettrovalvole

## Utilizzo
L'aria compressa si usa in innumerevoli casi. Per esempio in officina per azionare utensili automatici come la pistola avvitatrice oppure per gonfiare gli pneumatici degli autoveicoli o per pulire, anche per verniciare a spruzzo; in falegnameria per utensili come la pistola sparachiodi; nei laboratori di ottica per la sospensione dei tavoli antivibrazioni e per la pulizia delle superfici ottiche; nelle macchine utensili per l'azionamento di valvole e martinetti; nei cantieri edilizi per i martelli pneumatici. Molto nota è la pompa per bicicletta, a mano o a pedale. Ormai quasi scomparsa ma un tempo assai diffusa è la posta pneumatica: l'aria spinge un recipiente che contiene le lettere o altri oggetti attraverso un sistema di tubi fino al destinatario.
L'aria compressa 
è utilizzata largamente nel mondo dei trasporti su gomma, camion autobus, e ferroviario per l'attuazione del sistema frenante e per innumerevoli altri usi (porte automatiche, toilette). Nel caso degli impianti frenanti, data l'importanza ed i rischi relativi ad eventuali malfunzionamenti questi impianti sono revisionati e collaudati periodicamente per legge. Un altro grande utilizzo è quello della subacquea, molto diffuso grazie al notevole incremento delle attività turistiche legate a questo sport.
In aeronautica si usa a bordo dei velivoli per il funzionamento di strumenti, vedi il giroscopio, e generazione di pressurizzazione/depressurizzazione. In ambiente medicale il campo di applicazione principale e quello dentistico dove si utilizza per far funzionare le turbine degli ambulatori dentistici e dei laboratori ortodontici. È utilizzata inoltre nel campo delle sospensioni come elemento elastico al posto delle molle o degli elastomeri per via della notevole riduzione di peso, le pressioni utilizzate variano dai 5 ai 15 bar e oltre. In ambito navale in certi casi si usa per avviare i grandi motori diesel.

## I costi energetici dell’impianto di aria compressa
L'aria compressa rappresenta una parte importante dei costi energetici totali, e in maniera grossolana ogni 1 kW di energia prodotta richiede 8 kW di energia elettrica. 
Inoltre considerando il ciclo di vita di un sistema di aria compressa (circa 10-15 anni), i costi totali possono essere suddivisi in questa maniera:
- 70-75% Costi Energetici
- 15-20% Costi dei compressori, accessori, tubazioni e costi di installazione
- 10% Costi di Manutenzione

## Misurazione
L'aria compressa si misura in Atmosfere o bar attraverso degli strumenti detti manometri che possono essere analogici o digitali. Essendo ridotta di volume proporzionalmente alle variabili del contenitore e della compressione raggiunta, (pressione di esercizio), per comprendere e sapere quale sarà la sua relativa quantità reale bisogna moltiplicare la capacità del contenitore per quella della pressione all'interno del contenitore stesso quindi per esempio se la bombola è di 10lt e la pressione è di 150 Atm 10x150=1500 litri. Questo tipo di operazione è essenziale nel caso se ne debba misurare l'autonomia per particolari attività.

## Galleria d'immagini

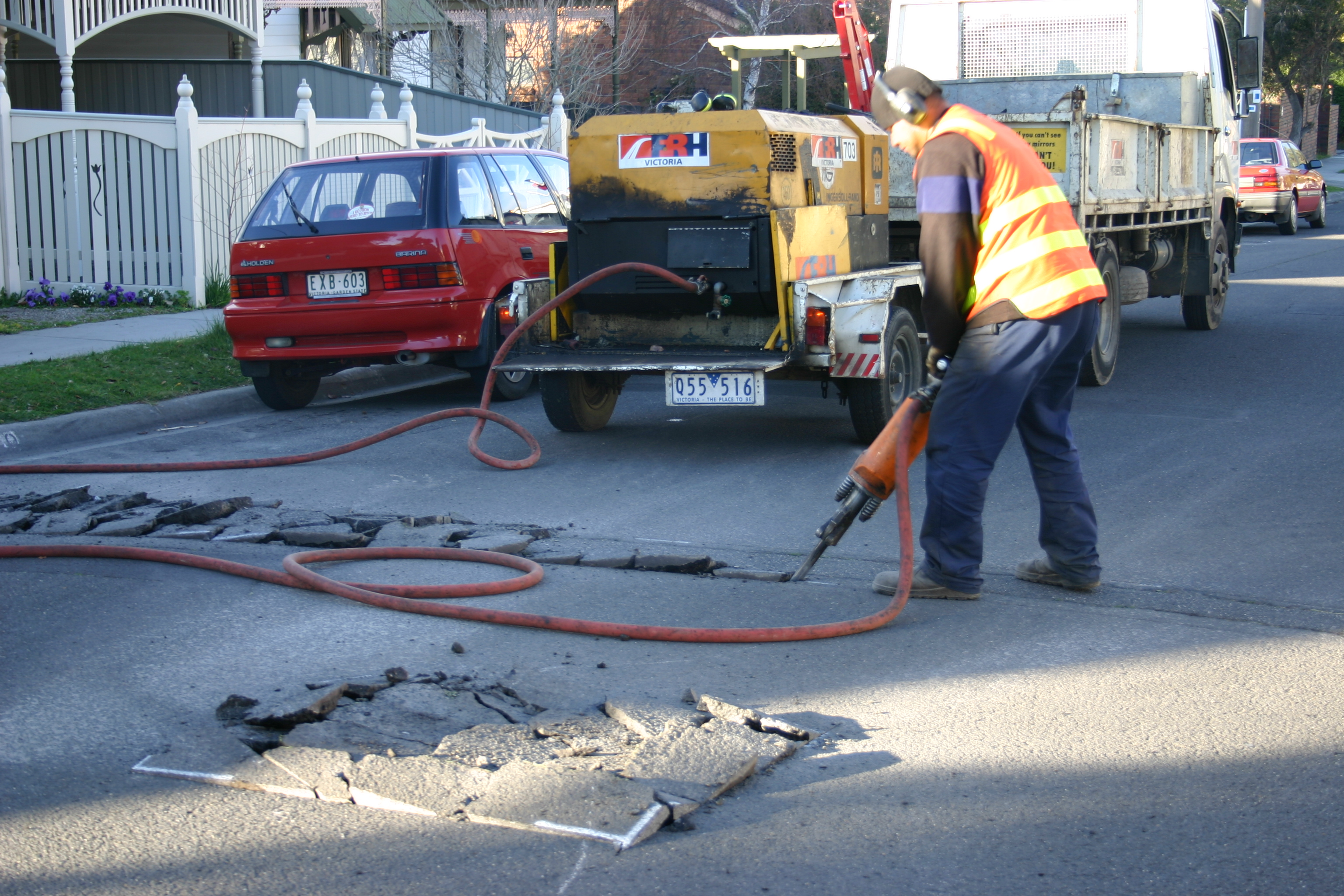
Compressore trasportabile per martello pneumatico
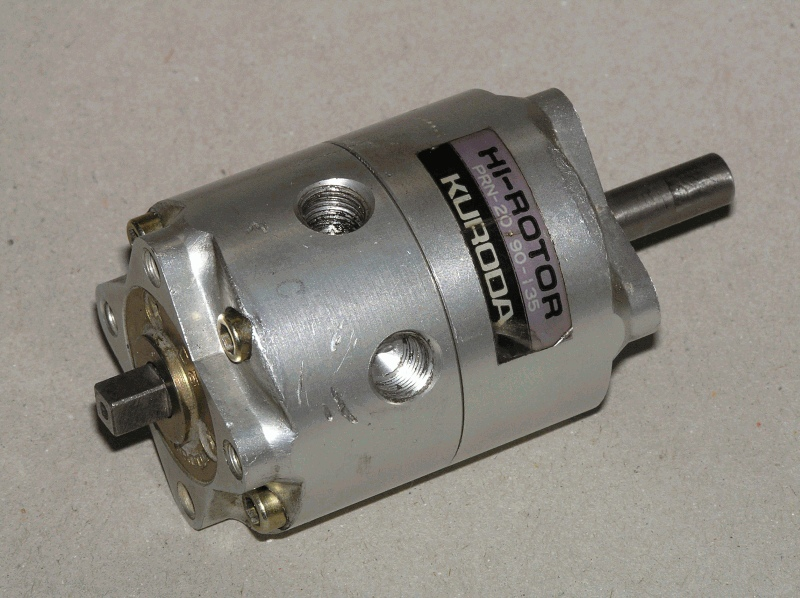
Motore pneumatico
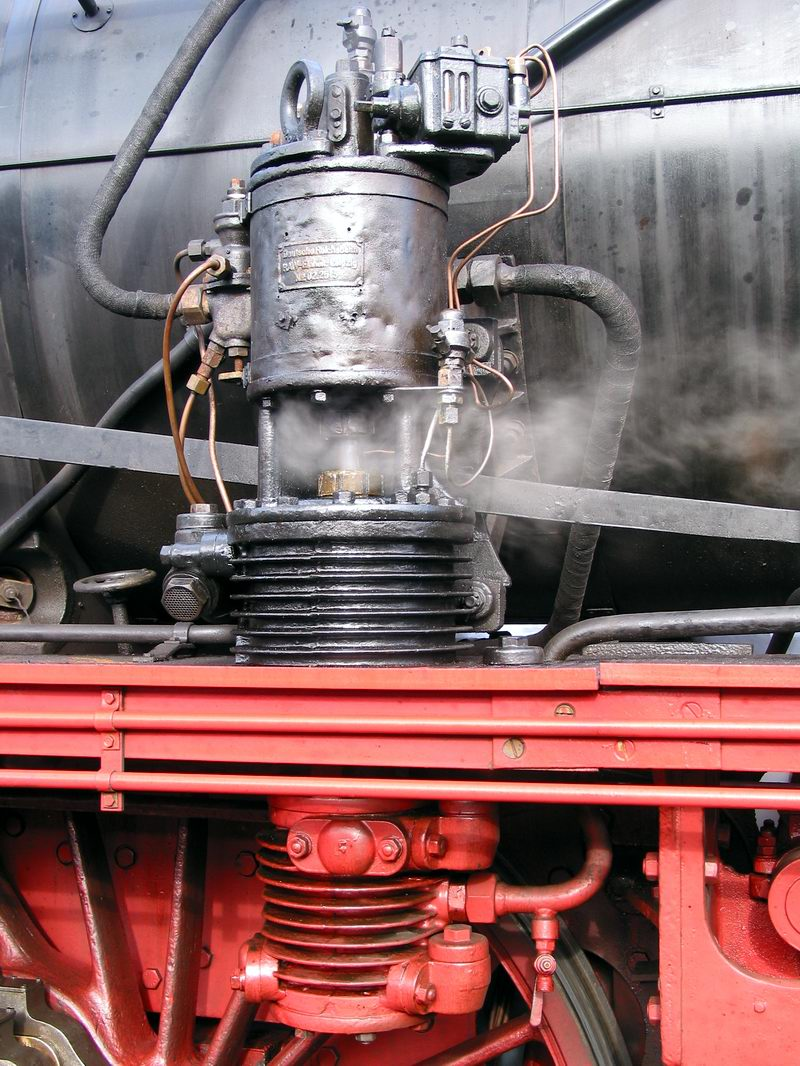
Compressore su locomotiva a vapore
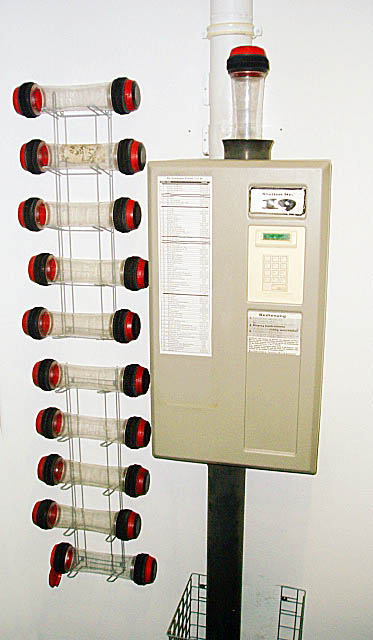
Nodo di arrivo per la posta pneumatica
Circuito pneumatico.
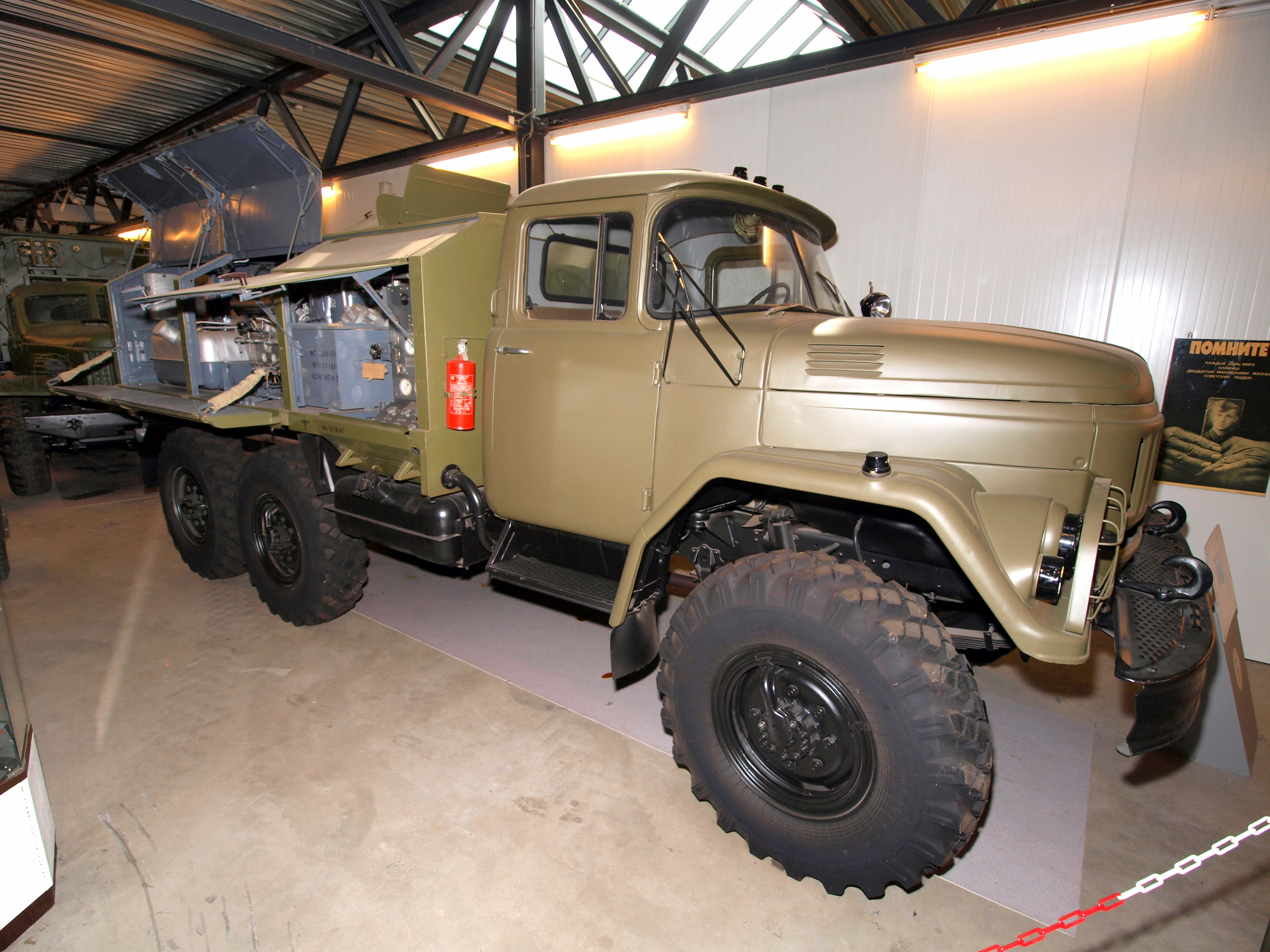
Camion militare con gruppo compressore aria di grande potenza